# Vallsjö gamla kyrka
Vallsjö gamla kyrka är en kyrkobyggnad i Sävsjö i Växjö stift. Den är församlingskyrka i Sävsjö församling. Kyrkan ligger utmed länsväg 127 fem kilometer öster om Sävsjö. Strax nedanför kyrkan vid norra sidan ligger Vallsjön.

## Kyrkobyggnaden
Kyrkan uppfördes i romansk stil under andra hälften av 1100-talet. Den är en av de så kallade Njudungskyrkorna och saknar sockel. Från början hade kyrkan ett smalt torn. 1568 under nordiska sjuårskriget förstördes tornets övre del av danskarna.
När Vallsjö nya kyrka hade uppförts 1891 började kyrkan förfalla. Efter omfattande reparationer togs kyrkan återigen i bruk och invigdes 1951 av biskop Elis Malmeström.
Kyrkan har två ingångar. Ena ingången går till korets södra sida och har skulpterad tympanon. Andra går genom vapenhuset i väster. Kyrkorummets platta trätak har målningar utförda i senbarock från mitten av 1700-talet. Triumfbågsväggens målningar tillkom vid en reparation 1822.
Kyrkan saknar uppvärmning och används bara under sommarmånaderna.
Nuvarande klockstapel uppfördes 1929.

## Inventarier
- Vid korbågen står en bildsten från 1200-talet. Dess motiv är livets träd.
- Predikstolen i bondbarock är från slutet av 1600-talet. Mellan dess vridna kolonner finns skulpturer föreställande Johannes, Petrus och Paulus.
- Den slutna bänkinredningen är daterad till 1699 och 1701.
- Altaret är murat direkt vid väggen inne i absiden.

### Orgel
- 1868 byggde Johannes Magnusson, Lemnhult en mekanisk orgel till kyrkan. Den flyttades 1892 till den nya kyrkan. Flyttades tillbaka till den gamla kyrkan 1913. Renoverad 1960 av Rolf Larsson, Uppsala och 1973 av Västbo Orgelbyggeri, Långaryd.

| Manual       | Pedal   |
| Gedackt 8'   | Bihängd |
| Fugara 8'    |         |
| Principal 4' |         |
| Flöjt 4'     |         |
| Octava 2'    |         |
| Trumpet 8' B |         |

## Bildgalleri

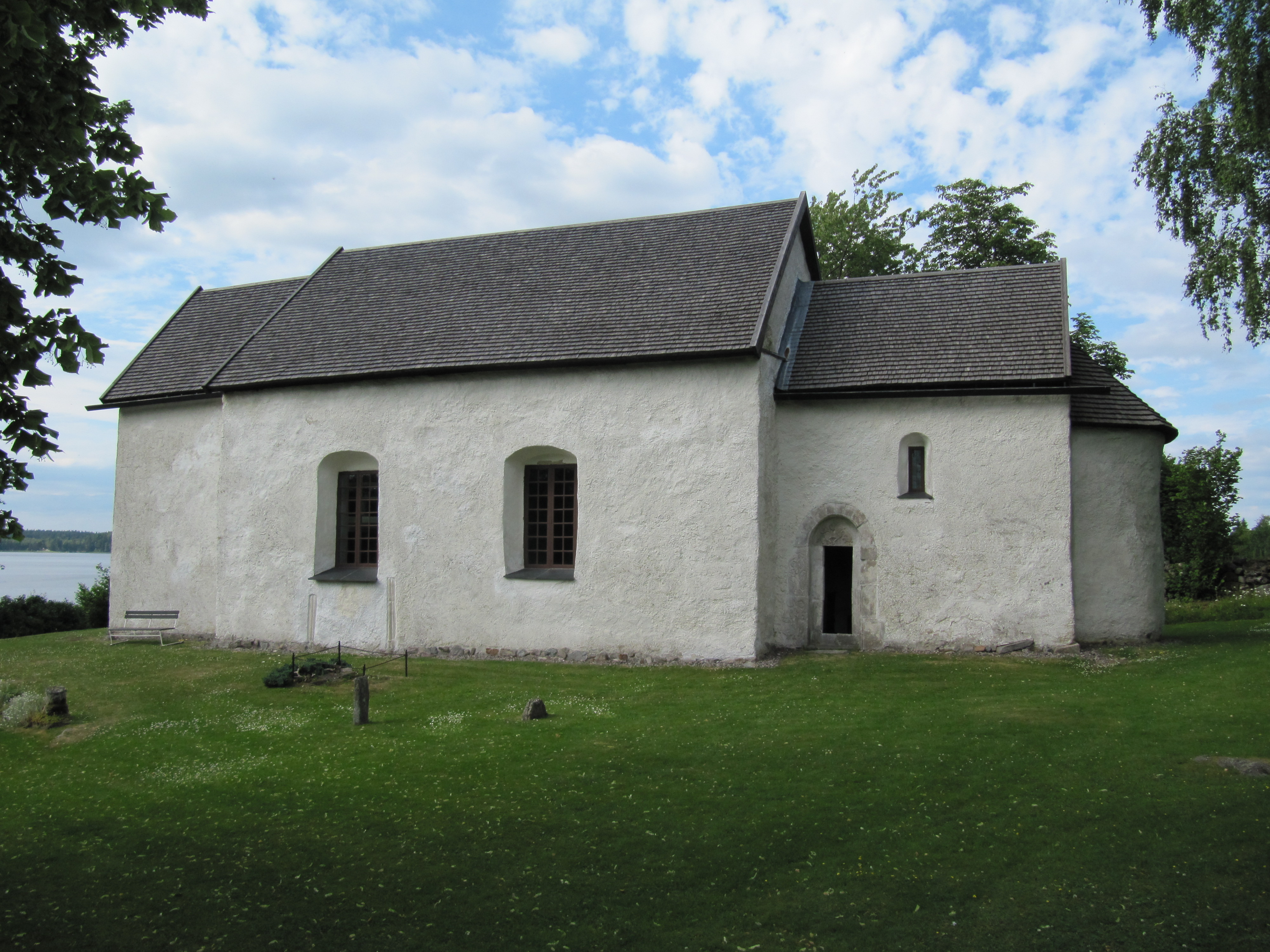
Kyrkan från söder
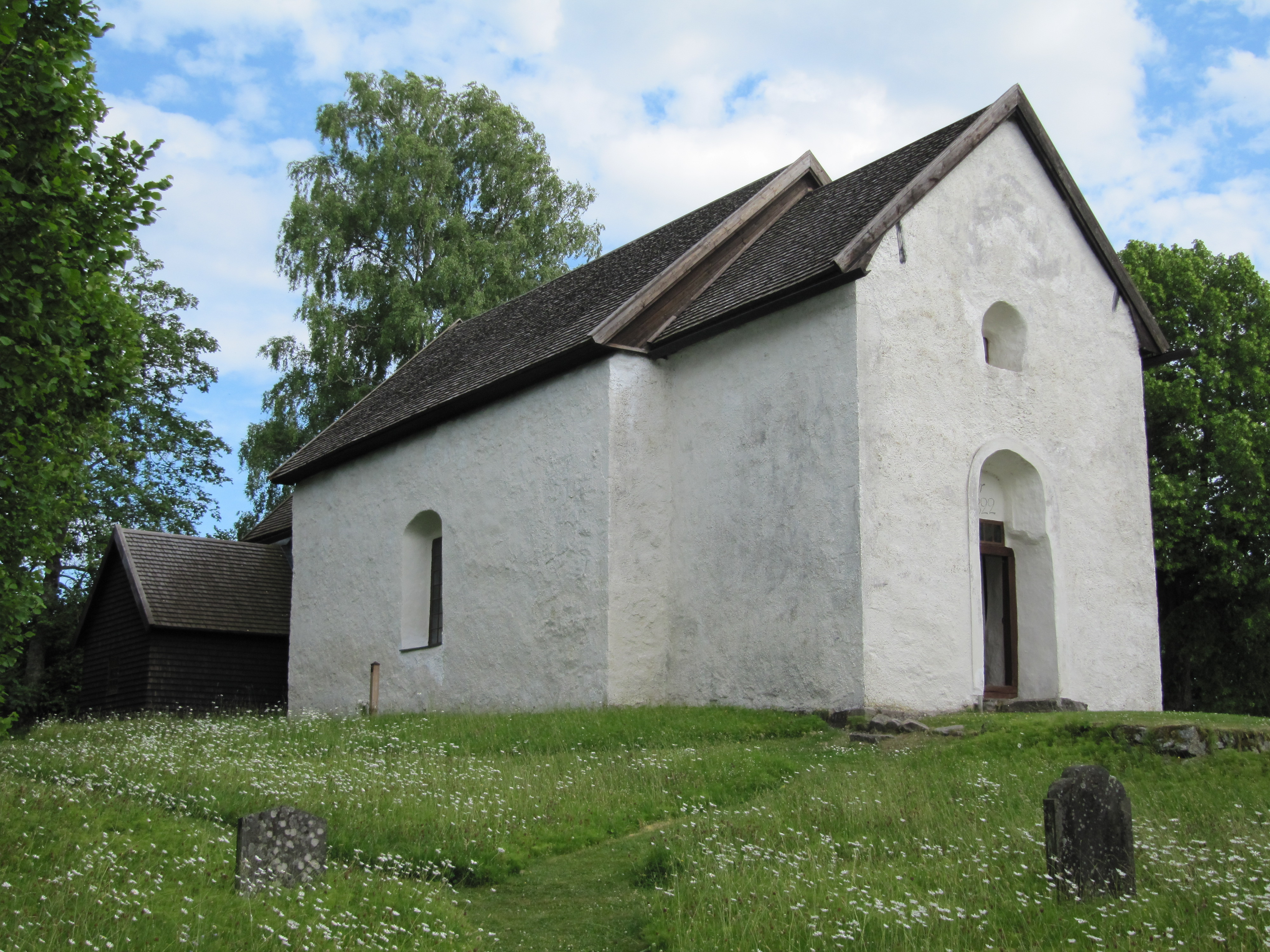
Exteriör från nordväst
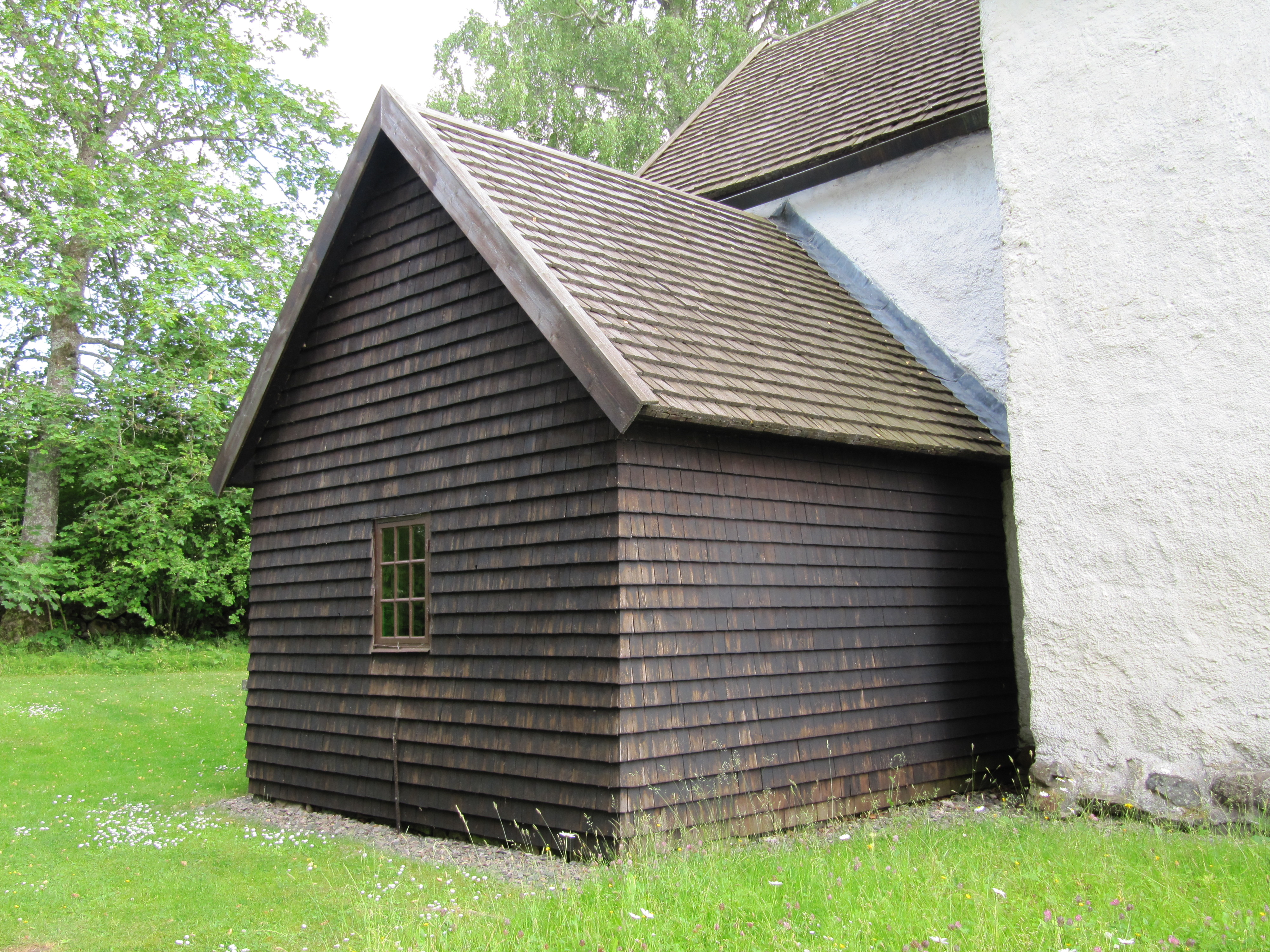
Sakristian
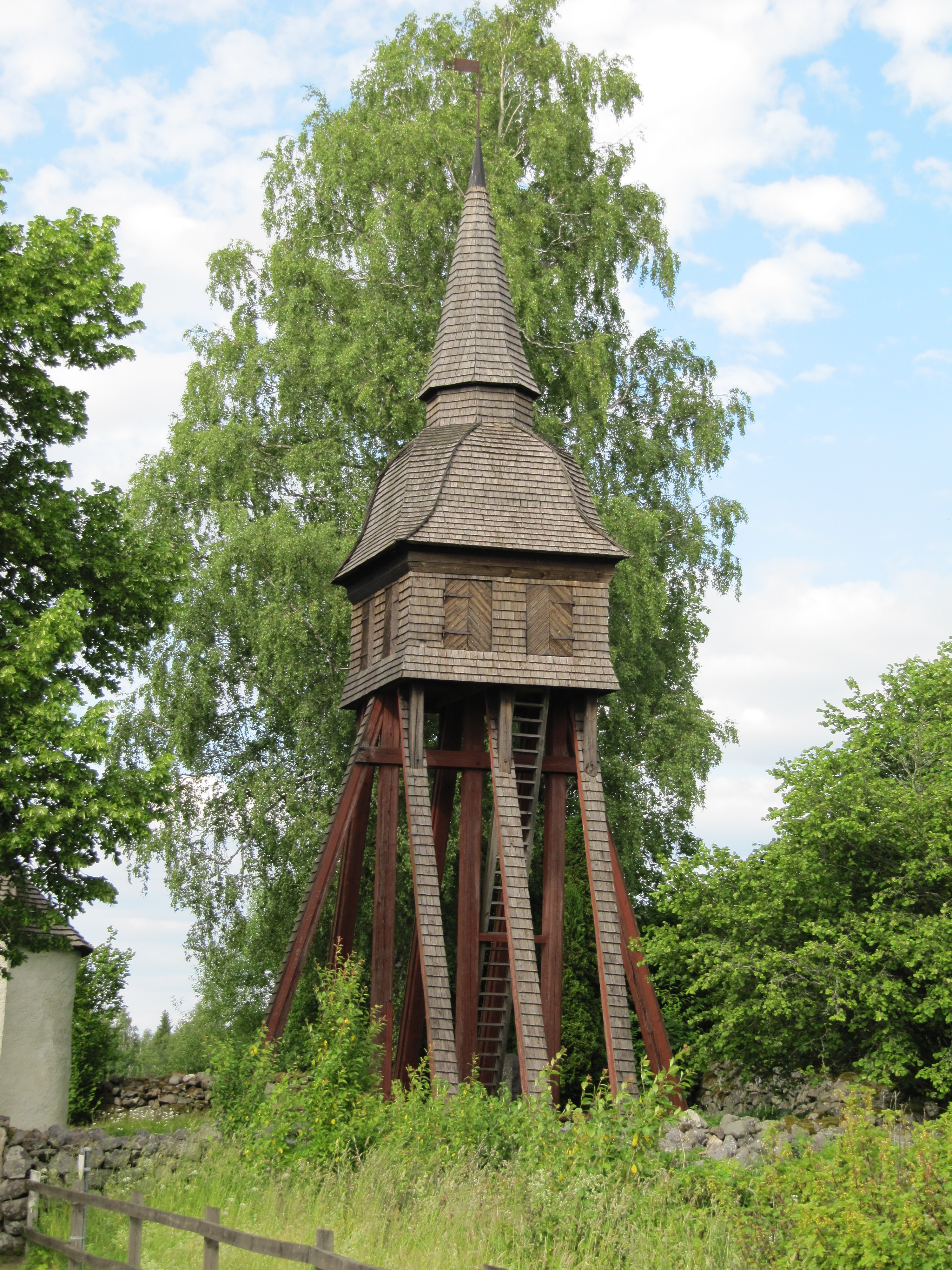
Klockstapeln
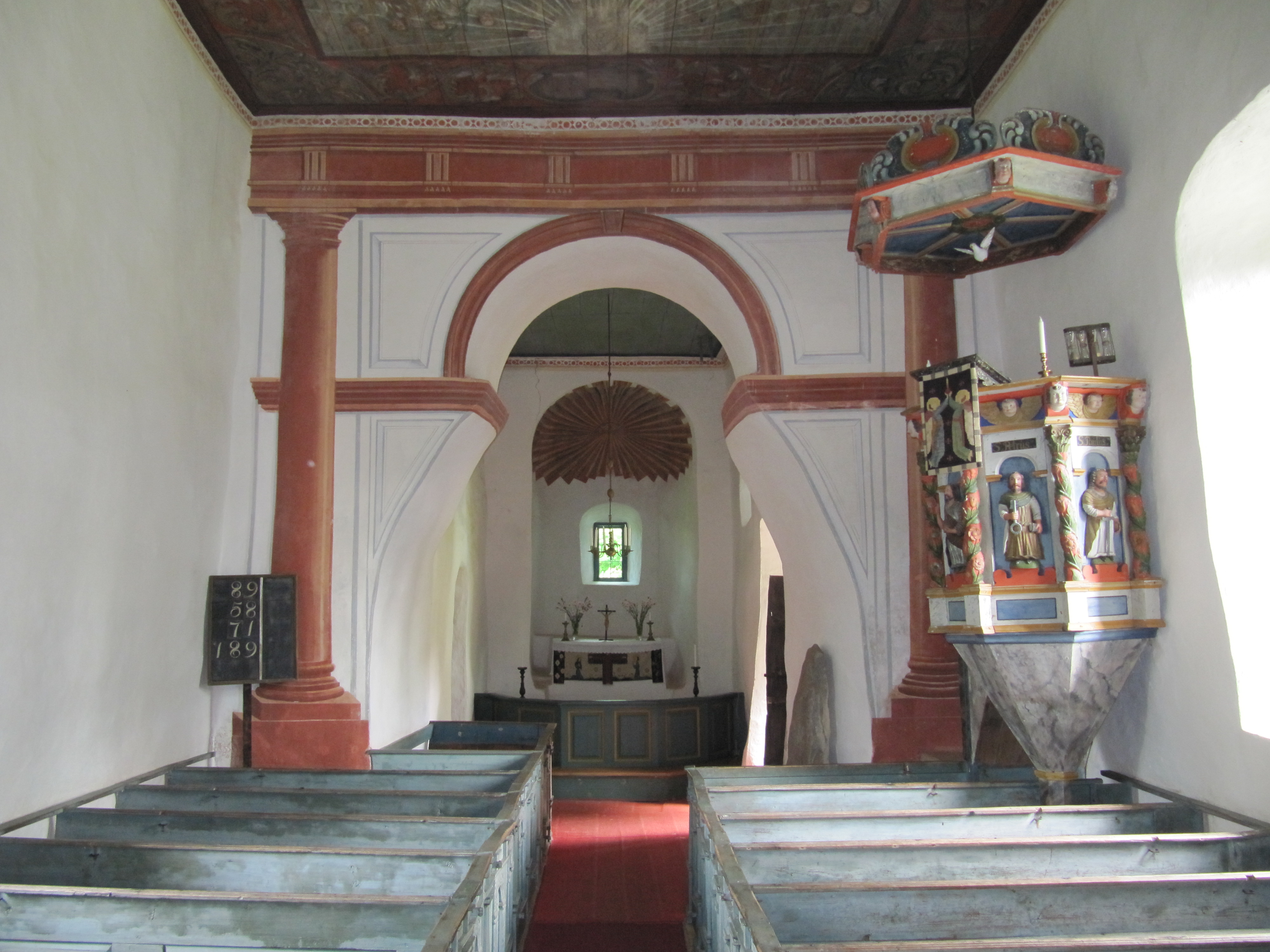
Interiör mot öster
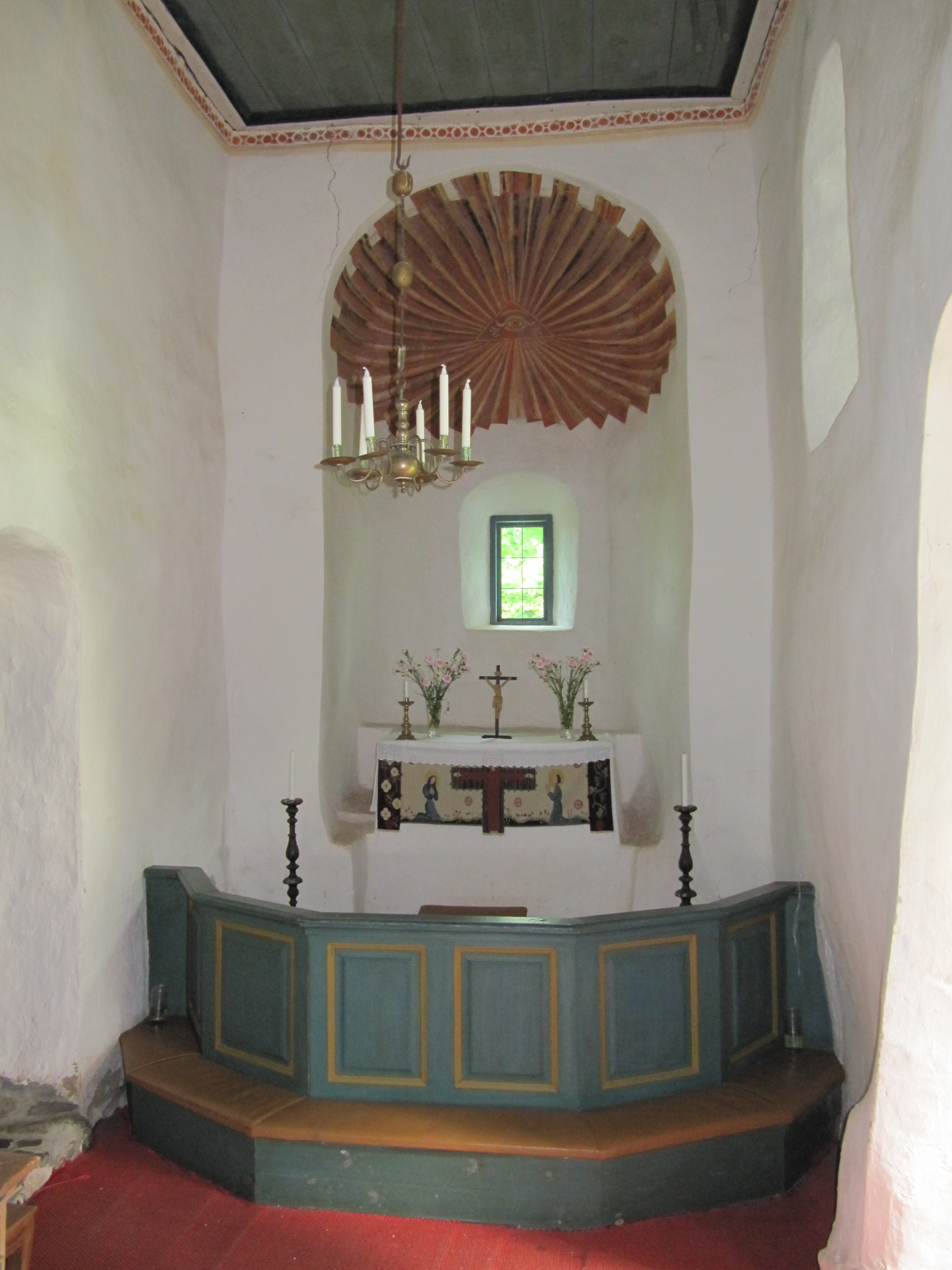
Korabsiden
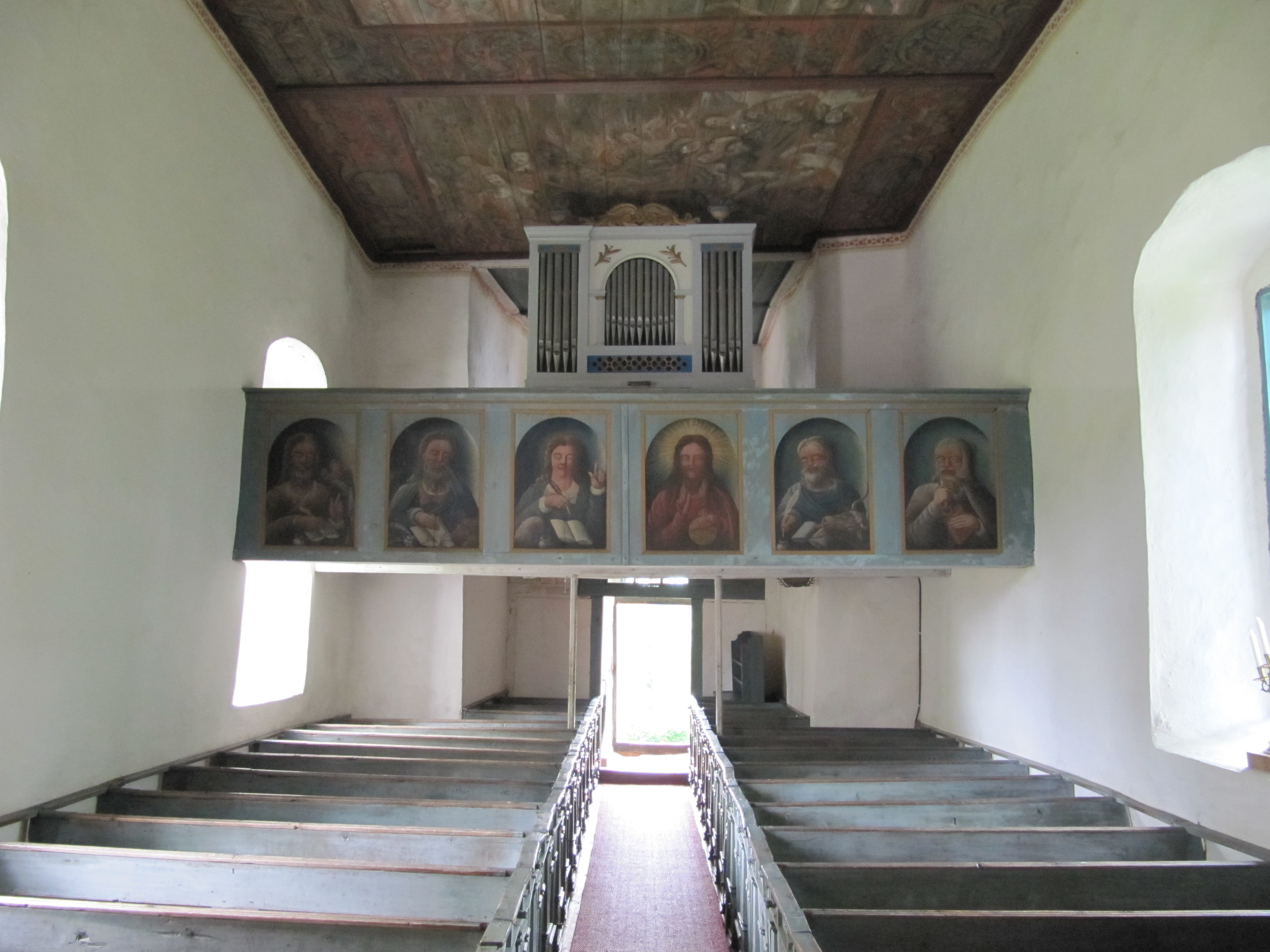
Interiör mot väster

### Webbkällor
- Vallsjö socken i Jönköpings län
- Sverigeresor
- Njudungskyrkorna